# Ципротерон
Ципротерон (англ. Cyproterone, лат. Cyproteronum) — синтетичний лікарський препарат, який має стероїдну будову, та застосовується як перорально, так і внутрішньом'язово і підшкірно. Ципротерон уперше синтезований у Німеччині у 1961 році Рудольфом Віхертом і Фрідмундом Нойманом, та отримав патент США як прогестагеновий препарат у 1962 році. У 1963 році вперше встановлена антиандрогенна активність ципротерону, причому ципротерон став першим антиандрогенним препаратом із доведеною активністю. У 1967 році уперше застосовувався для лікування сексуальних відхилень. З 1969 року ципротерон застосовується для лікування акне, гірсутизму, себореї та інших захворювань шкіри та її придатків, пов'язаних із активністю чоловічих статевих гормонів. Також ципротерон відомий як один із найрозповсюдженіших препаратів для проведення хімічної кастрації у тих країнах, де вона встановлена законодавчо, як спосіб покарання за злочини на статевому ґрунті.

## Фармакологічні властивості
Ципротерон — синтетичний лікарський засіб стероїдної будови, який відноситься як до антиандрогенних препаратів, так і до гестагенів. Механізм дії препарату полягає у конкурентному зв'язуванні ципротерону з рецепторами до андрогенних гормонів, унаслідок чого блокується вхід 5-дигідротестостерону до клітин, наслідком чого є пригнічення впливу чоловічих статевих гормонів на органи-мішені. Ципротерон інгібує андрогени незалежно від місця їх походження (яєчники, яєчка, надниркові залози), має виражений гестагенний та антигонадотропний ефект, захищає передміхурову залозу від впливу андрогенів, спричинює зниження синтезу тестостерону в яєчках, а також знижує лібідо і потенцію. Ципротерон застосовується у чоловіків для лікування раку простати при метастазуючому та місцево прогресуючому раку, де оперативне втручання є неефективним, а також при неефективності лікування інгібіторами гонадотропін-рилізинг гормону, для лікування припливів, які виникають при лікуванні іншими антиандрогенними препаратами або після орхіектомії, а також для корекції у сфері статевої поведінки (зокрема при парафілії). У жінок препарат застосовується для лікування акне, гірсутизму, себореї та інших захворювань шкіри та її придатків, пов'язаних із активністю чоловічих статевих гормонів; при підвищеному рівні андрогенів у жінок, включно із синдромом полікістозних яєчників; при дисменореї, лікуванні безпліддя та з метою контрацепції у складі комбінованих препаратів з етинілестрадіолом. Ципротерон є одним із найрозповсюдженіших препаратів для проведення хімічної кастрації у тих країнах, де вона встановлена законодавчо, як спосіб покарання за злочини на статевому ґрунті.

### Фармакокінетика
Ципротерон добре, але повільно всмоктується після перорального і парентерального застосування, біодоступність препарату становить 88—100 % при пероральному застосуванні та 100 % при парентеральному. Максимальна концентрація препарату в крові досягається протягом 3—4 годин при пероральному застосуванні та 1—2 доби після внутрішньом'язової ін'єкції. Ципротерон майже повністю (на 96 %) зв'язується з білками плазми крові. Препарат проникає через плацентарний бар'єр і в грудне молоко. Ципротерон метаболізується у печінці. Виводиться препарат із організму переважно з жовчю (70 %), частково із сечею (30 %). Період напіввиведення препарату двофазний, на першому етапі становить 3—4 години, на кінцевому етапі становить 2 доби при пероральному застосуванні та 4 доби при внутрішньом'язовому введенні.

## Застосування

### Клінічне застосування
Ципротерон застосовується у чоловіків для лікування раку простати при метастазуючому та місцево прогресуючому раку, де оперативне втручання є неефективним, а також при неефективності лікування інгібіторами гонадотропін-рилізинг гормону, для лікування припливів, які виникають при лікуванні іншими антиандрогенними препаратами або після орхіектомії, а також для корекції у сфері статевої поведінки (зокрема при парафілії); у жінок застосовується для лікування акне, гірсутизму, себореї та інших захворювань шкіри та її придатків, пов'язаних із активністю чоловічих статевих гормонів; при підвищеному рівні андрогенів у жінок, включно із синдромом полікістозних яєчників; при дисменореї, лікуванні безпліддя та з метою контрацепції у складі комбінованих препаратів (з етинілестрадіолом).

### Застосування з метою хімічної кастрації
Ципротерон застосовується за рішенням суду для проведення хімічної кастрації у тих країнах, де вона встановлена законодавчо, як спосіб покарання за злочини на статевому ґрунті шляхом перорального прийому або внутрішньом'язової ін'єкції. Щоправда, пригнічення вироблення статевих гормонів та зниження лібідо при застосуванні ципротерону не є незворотнім, і триває близько 3—4 місяців. При застосуванні хімічної кастрації, на період дії препарату, у цих осіб спостерігаються аналогічні побічні ефекти, як і при хірургічній кастрації осіб, а також характерні побічні ефекти цих препаратів, які застосовуються для хімічної кастрації, зокрема остеопороз, гіперглікемія, депресія з наступним розвитком агресивності, ожиріння, підвищений ризик тромбозів, схильність до розвитку ішемічної хвороби серця.

## Побічна дія
При застосуванні ципротерону можуть спостерігатися наступні побічні ефекти:
- Алергічні реакції та з боку шкірних покривів — гіпергідроз, кашель, задишка.
- З боку травної системи — жовтяниця, гепатит, печінкова недостатність.
- З боку нервової системи — депресія, неспокій, загальна слабкість, підвищена збудливість, погіршення концентрації уваги.
- З боку серцево-судинної системи — тромбоемболія, тромбофлебіт, припливи крові.
- З боку ендокринної системи та статевої системи — гінекомастія, пригнічення сперматогенезу, збільшення маси тіла, підвищення чутливості молочних залоз.
- Інші побічні ефекти — остеопороз.

## Протипокази
Ципротерон протипоказаний при підвищеній чутливості до препарату, захворюваннях печінки; синдромі Дабіна-Джонсона, синдромі Ротора, пухлинах печінки, менінгіомі, злоякісних пухлинах, важкій хронічній депресії, схильності до тромбоемболії, у дитячому та підлітковому віці, тяжких формах цукрового діабету, серпоподібноклітинній анемії, вагітності та годування грудьми, вагінальних кровотечах невстановленої етіології.

## Форми випуску
Ципротерон випускається у вигляді таблеток по 0,01; 0,05 і 0,1 г; 1 % олійного розчину в ампулах по 3 мл; а також у складі комбінованих препаратів з етинілестрадіолом.